# Calitx
El calitx, també anomenat "calintxe" a algunes comarques, és un joc popular del País Valencià, semblant a la petanca, que es juga amb xapes rodones (normalment de plom) que es llancen des d'una distància d'uns 10 metres per a tombar o apropar-se el màxim possible al calitx (un bastó d'uns 10cm d'alt sobre el qual s'hi col·loquen dues monedes).
L'objectiu final del joc és aconseguir que les monedes caiguen del calitx i queden més a prop de les xapes dels jugadors que de l'esmentat calitx. Els jugador seguiran llançant sempre que quede almenys una moneda més a prop del calitx que d'una xapa d'algun jugador.
Normalment es juga per parelles, primer llancen els dos jugadors d'una parella, després els dos de l'altra i així successivament fins al final de la partida.
Com qualsevol joc popular, el calitx té les seues expressions col·loquials pròpies. Alguns exemples en són:
- Fer dita: Apropar el màxim possible la xapa al calitx (sense tombar-lo).
- Descapollar: Tombar el calitx.

A Altea (La Marina Baixa) hi ha un "Carrer Calitx".